# Šušnjevci
Šušnjevci – wieś w Chorwacji, w żupanii brodzko-posawskiej, w gminie Bukovlje. W 2011 roku liczyła 258 mieszkańców.